# Saint-Papoul
Saint-Papoul is een gemeente in het Franse departement Aude (regio Occitanie) en telt 849 inwoners (2021). De plaats maakt deel uit van het arrondissement Carcassonne.

## Geschiedenis
Van 1317 tot de Franse Revolutie was Saint-Papoul de zetel van een klein bisdom. De abdijkerk was in die periode een kathedraal.

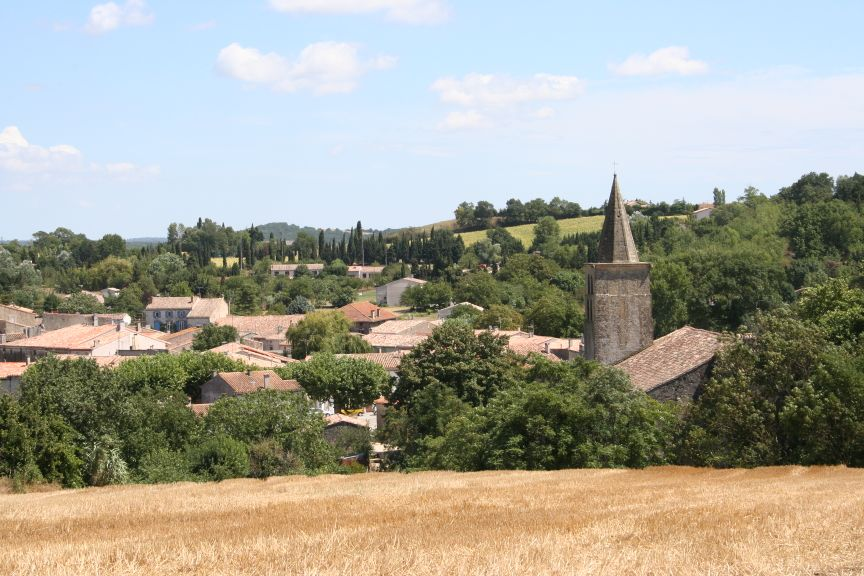
Saint-Papoul
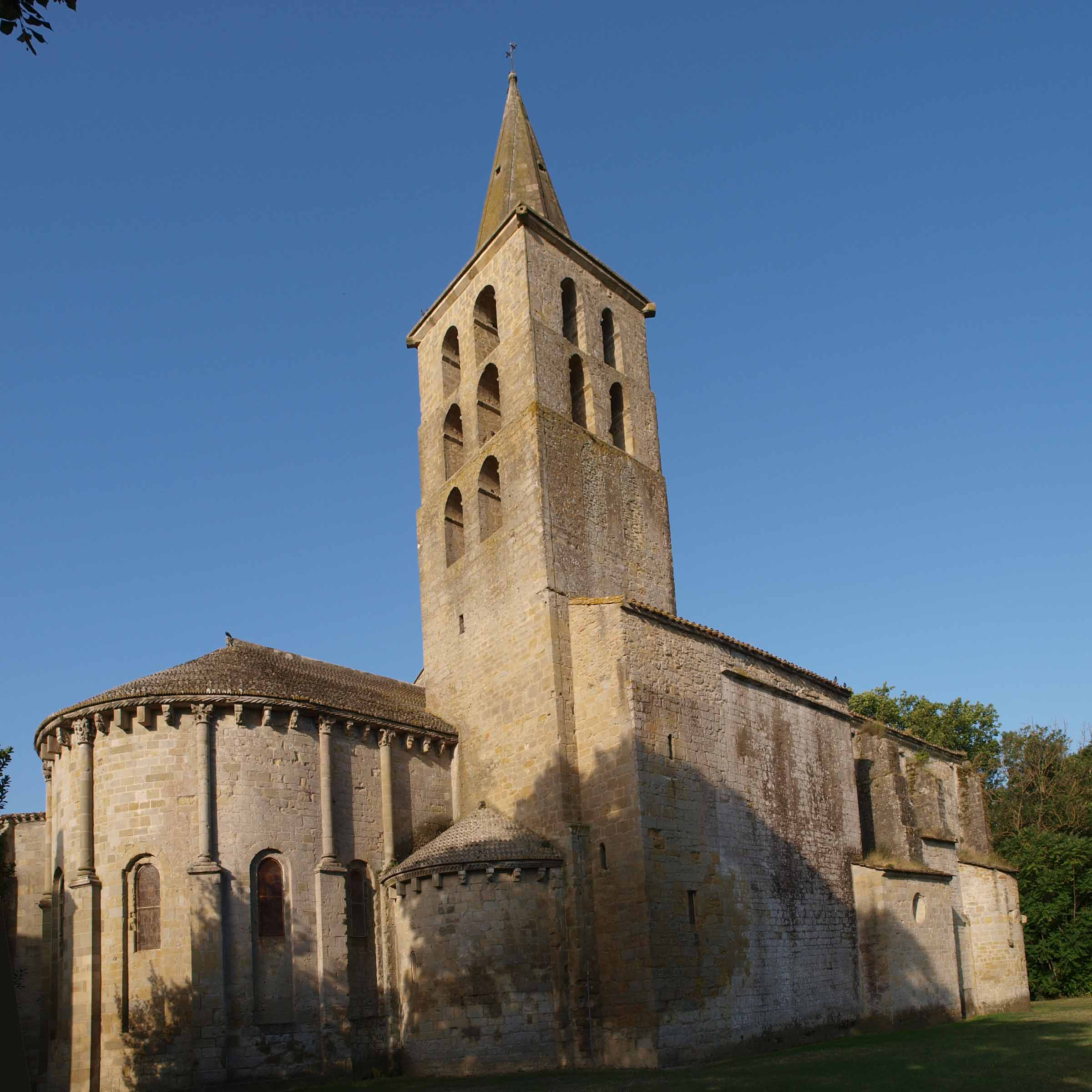
Abdijkerk van Saint-Papoul

## Geografie
De oppervlakte van Saint-Papoul bedraagt 26,48 km², de bevolkingsdichtheid is 32 inwoners per km².

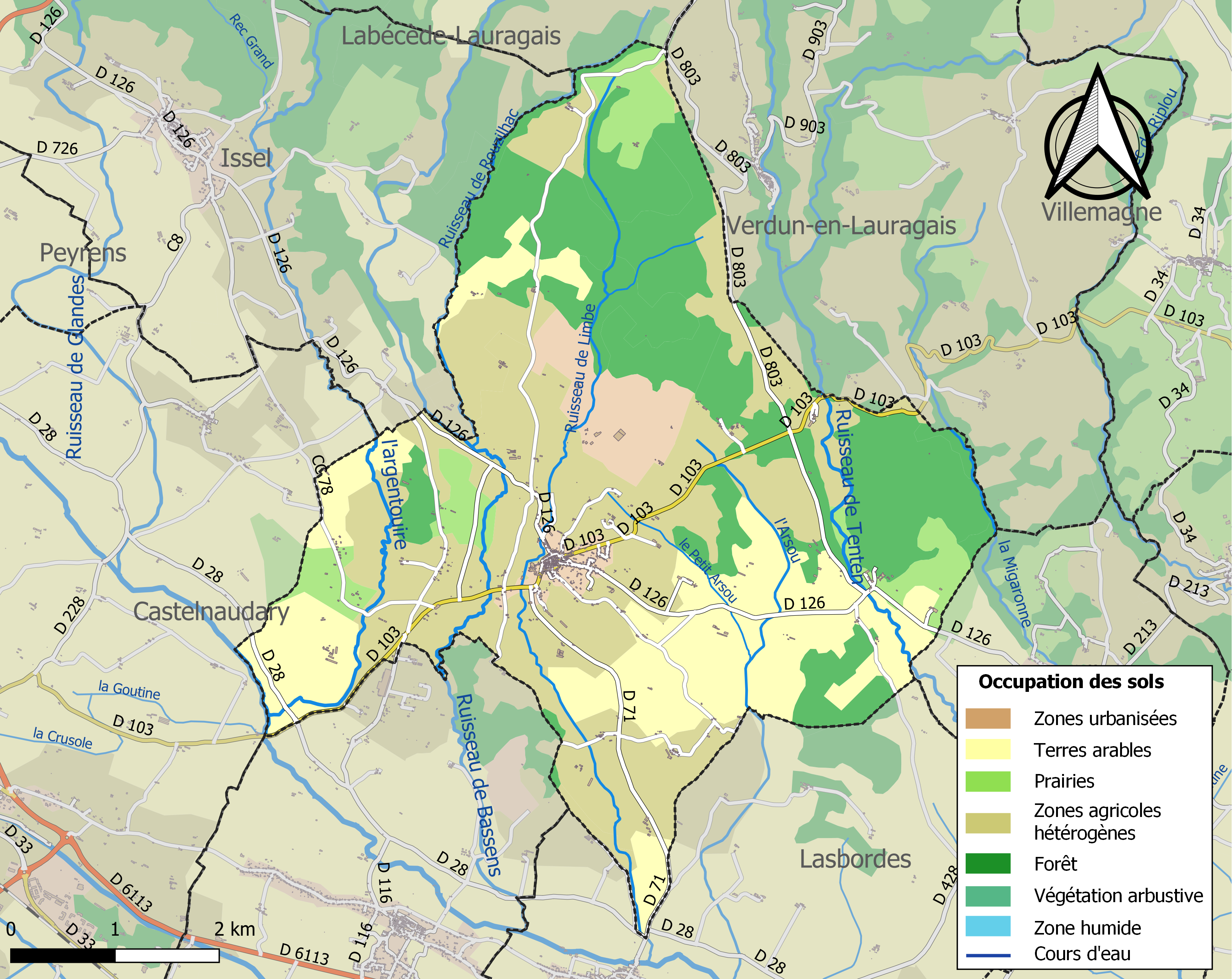
Kaart van de gemeente met de belangrijkste infrastructuur, bodemgebruik en omliggende gemeenten

## Demografie
Onderstaande figuur toont het verloop van het inwonertal (bron: INSEE-tellingen).

Vanwege een beveiligingsprobleem met de MediaWiki Graph-software is het momenteel niet mogelijk deze grafiek weer te geven. Zodra de software is bijgewerkt zal de grafiek vanzelf weer zichtbaar worden.